# Candy Barr
Pour les articles homonymes, voir Barr.
Candy Barr, née Juanita Dale Slusher le 6 juillet 1935 à Edna (Texas) et morte le 30 décembre 2005 à Victoria (Texas), est une stripteaseuse et danseuse américaine, une actrice et un modèle américaine pour adulte, dans les magazines masculins du milieu du XXe siècle.
À l'âge de 16 ans, elle apparaît dans un film pornographique underground, lui valant d'être appelée « la première star du porno ». Au cours des années 1950, elle attire l'attention de tout le pays en raison de sa carrière de stripteaseuse à Dallas, Los Angeles et Las Vegas, ses démêlés avec la justice, pour avoir tiré sur son second mari dont elle s'était séparée, son arrestation et sa condamnation à une peine de prison pour détention de drogue. Elle a eu des liaisons avec le gangster Mickey Cohen et Jack Ruby, l'assassin de Lee Harvey Oswald.
Après avoir passé trois ans en prison, Candy Barr commence une nouvelle vie dans le sud du Texas. Elle revient brièvement au striptease, à la fin des années 1960. Elle pose pour le magazine Oui (en), dans les années 1970, puis elle prend sa retraite. Au début des années 1980, Candy Barr est mise à l'honneur dans le magazine Texas Monthly comme l'une des « Texanes parfaites » de l'histoire, au même titre que d'autres Texanes, dont Lady Bird Johnson.

## Jeunesse
Candy Barr nait Juanita Dale Slusher le 6 juillet 1935 à Edna au Texas. Elle est la plus jeune des cinq enfants d'Elvin Forest "Doc" Slusher (19 août 1909 - 2 mai 1969) et de Sadie Mae Sumner (1er octobre 1908 - 11 mars 1945). Elle a quatre frères et sœurs : Leota (née en 1927), Keleta Pauline "Kay" (née en 1928), Gary (1931-72) et Forest Slusher (1933-2003). Elle a 9 ans lorsque sa mère se tue en tombant d'une voiture en marche, sur l'autoroute dans le comté voisin de Victoria. Son père épouse ensuite Etta Agnes Holden (18 juin 1908 - 19 janvier 1989). Etta avait elle-même divorcé de Guy Goggans (1905-1978) et avait eu quatre enfants : Solon (né en 1927), Nila Fae (1929-2003), Ruby Yvonne (1933-2005) et Charles Edward Goggans (1937-2003). Doc et Etta Slusher ont deux enfants ensemble, Travis Leroy (né en 1946) et Katherine Pauline "Kay" Slusher (née en 1948).
Les premières années de Juanita auraient été marquées par le traumatisme causé par des abus sexuels d'un voisin baby-sitter,. À 13 ans, elle s'enfuit de chez elle et part à Dallas, où elle travaille dans un motel. C'est là que Barr commence à travailler comme prostituée. À l'âge de 14 ans, elle aurait épousé son premier mari, Billy Joe Debbs (ou Dabbs), un présumé perceur de coffres-forts, mais le mariage prend fin après que Debbs ait été envoyé en prison. Il meurt, peu après sa sortie de prison, la laissant seule. Elle a également travaillé comme serveuse de cocktails et vendeuse de cigarettes avant de devenir danseuse exotique.

## Carrière
À 16 ans, Candy Barr apparaît dans l'un des films pornographiques underground les plus célèbres et les plus largement diffusés, Smart Alec (1951). En raison de la large diffusion underground et de la popularité de ce court métrage hardcore en 8mm, qui ne dure pas plus de 15 minutes, elle est baptisée « la première star du porno » ou « la première princesse du porno en Amérique ».
Elle a d'abord déclaré à un magazine masculin qu'elle avait fait le film pour l'argent, car elle possédait alors moins d'un dollar. Elle affirme par ailleurs avoir été forcée à être filmée alors qu'elle faisait l'amour avec un autre homme dans une chambre de motel. Peu après la sortie de Smart Alec, et alors qu'elle est encore mineure, elle est engagée comme stripteaseuse au Theater Lounge de Dallas par Barney Weinstein pour 85 dollars par semaine. Elle acquiert alors le nom de scène de Candy Barr, qui lui est donné par Weinstein, apparemment en raison de son penchant pour les barres Snickers, se décolore les cheveux en blond platine et devient rapidement une vedette.
Elle travaille au Colony Club de Weinstein, avec une grande enseigne  bien visible qui la représente. Candy Barr se lance dans le burlesque américain et le striptease avec son costume caractéristique fait d'un chapeau de cow-boy, de cache-tétons, de panty, d'une paire de revolvers perlés six-coups dans des holsters attachés bas sur les hanches et avec des bottes de cow-boy. Lorsque le Theater Lounge ferme, elle fréquente souvent le Vegas club, après les heures d'ouverture, où elle fait la connaissance du propriétaire et exploitant, Jack Ruby, vers 1952. Leur amitié était cependant très occasionnelle, car elle n'a jamais travaillé pour lui et ne s'est jamais associée avec lui en dehors du Vegas club et du Silver Spur Inn, qu'il dirigeait également.
Candy Barr aurait épousé son second mari, Troy B. Phillips, vers 1953 et aurait eu une fille vers 1954. En janvier 1956, elle tire sur son mari, violent avec qui elle est séparée, lorsqu'il enfonce la porte de son appartement à Dallas. Elle est accusée d'agression avec une arme mortelle, mais les charges sont abandonnées par la suite. Phillips n'est pas mortellement blessé.
Elle se produit, pour la seule fois, sur une scène légitime, en 1957, dans le rôle de Rita Marlowe dans Will Success Spoil Rock Hunter (en), une production du  Dallas Little Theater.
Fin octobre de cette année-là, dans une autre affaire notoire, la police de Dallas fait une descente dans son appartement et trouve les quatre cinquièmes d'une once de marijuana, cachés dans son soutien-gorge. Elle est arrêtée pour possession de drogue, puis condamnée à une peine de 15 ans de prison, bien que, selon elle, elle ait été piégée et ne détenait la marijuana que pour un ami.
Alors que l'affaire de la marijuana se transforme en une longue série d'appels, sa renommée s'étend à l'échelle nationale et Candy Barr devient la coqueluche des pistes des clubs de striptease, gagnant apparemment 2 000 dollars par semaine à Las Vegas et Los Angeles, ainsi qu'au Sho-Bar Club sur Bourbon Street dans le quartier français de La Nouvelle-Orléans.
Alors qu'elle fait du striptease au Largo Club sur le Sunset Strip à West Hollywood, elle rencontre le gangster Mickey Cohen et devient sa petite amie. Selon l'autobiographie de Cohen, In My Own Words, il l'aide à payer sa caution de 15 000 $, après que Gary Crosby lui ait dit : « Une chose à propos de cette gonzesse, c'est qu'elle peut te faire sentir comme un vrai homme ». Candy Barr accompagne Cohen au Saints and Sinners testimonial, pour Milton Berle, en avril 1959.
Le mafieux, qui insiste pour l'épouser, l'envoie finalement avec sa fille de quatre ans au Mexique pour qu'elle puisse échapper à l'arrestation. Il lui fait teindre ses cheveux par le « coiffeur des stars » Jack Sahakian (en), lui fournit un faux certificat de naissance et une fausse carte de sécurité sociale, et lui donne 1 200 dollars en liquide. Il lui envoie ensuite 500 dollars après qu'elle s'est installée dans une cache mexicaine. Elle s'y sent nerveuse et retourne aux États-Unis. Pendant cette période, son intérêt pour Cohen décline.
Toujours en 1959, elle est engagée par les 20th Century Studios comme chorégraphe pour Les Sept Voleurs (1960). Elle enseigne à l'actrice Joan Collins comment « danser » pour son rôle de stripteaseuse et est créditée en tant que conseillère technique. Candy Barr aurait déclaré : « Chaque fois que Miss Collins veut quitter le cinéma, elle le fait faire en burlesque ». Dans le premier de ses deux livres autobiographiques, Past Imperfect, Joan  Collins décrit Barr comme « une fille terre à terre avec un corps incroyablement magnifique et un visage angélique » [qui m'a] « appris plus sur la sensualité que je ne l'avais fait pendant toutes mes années de contrat ».
Candy Barr a une autre chance de faire annuler sa peine de 15 ans ce mois d'octobre, lorsque le Procureur de district de Dallas déclare que la Cour suprême des États-Unis avait informé son bureau que ses avocats auraient 20 jours pour déposer une requête en vue d'une nouvelle audience.
Elle se marie avec le coiffeur Jack Sahakian, le 25 novembre 1959 à Las Vegas, alors qu'elle est en tête d'affiche à l'hôtel El Rancho Vegas. Quelques jours plus tard, malgré les rumeurs selon lesquelles son arrestation était un coup monté destiné à punir la stripteaseuse pour sa débauche dans la ville conservatrice de Dallas, Candy Barr est arrêtée par le FBI lorsque la Cour suprême des États-Unis rejette son appel de la condamnation pour possession de marijuana.

## Peine de prison et libération
Le 4 décembre 1959, Candy Barr laisse sa fille avec son troisième mari, Sahakian, et entre dans la prison pour femmes Thomas Goree (en), près de Huntsville, au Texas. Pendant son emprisonnement, elle est témoin, à Los Angeles, au milieu de l'année 1961, dans le procès pour fraude fiscale de son ancien petit ami Mickey Cohen. Elle témoigne qu'il avait versé 1 500 dollars à ses avocats et lui avait offert des cadeaux lors de leur brève relation, en 1959. Elle déclare que parmi les autres cadeaux qu'elle a reçus de lui, il y avait des bijoux, des bagages et un caniche. Il était entendu, selon elle, que Cohen devait régler une de ses factures de vêtements pour 1 001,95 $.
Après avoir purgé plus de trois ans de sa peine de quinze ans, elle est libérée sur parole, de l'unité des femmes de Goree, le 1er avril 1963. Elle quitte la prison sans fanfare ni publicité, ayant demandé qu'aucune photo ne soit prise et qu'aucune interview ne soit organisée. Candy Barr avait l'intention de retourner à Dallas, mais les conditions de sa libération conditionnelle sont si strictes qu'elle n'y est pas autorisée. Au lieu de cela, elle retourne dans sa ville natale d'Edna, où son père et sa belle-mère vivaient encore.
À cette époque, elle se rapproche du propriétaire de la boîte de nuit de Dallas, Jack Ruby, lors de conversations téléphoniques. Comme à sa sortie de prison, elle a des problèmes de santé, elle décide que la meilleure façon de gagner sa vie est d'élever des animaux pour en tirer profit. Ruby vient à Edna et lui donne une paire de teckels d'élevage, issus de sa précieuse portée, pour qu'elle se lance.
Sept mois plus tard et douze heures après que Ruby ait assassiné Lee Harvey Oswald, le principal suspect dans l'assassinat du président John Fitzgerald Kennedy, en direct à la télévision nationale, le FBI arrive à Edna pour interroger Candy Barr. Elle fait une déposition, en tant que Juanita Dale Phillips, concernant sa connaissance de Ruby avant qu'Oswald ne soit accusé de l'assassinat de Kennedy, et du meurtre d'Oswald par Ruby. La rumeur veut qu'elle en savait plus qu'elle ne l'a révélé, mais elle déclare plus tard : « Ils pensaient que Ruby m'avait dit des noms, des lieux et des personnes, ce qu'il n'a pas fait ».
Le gouverneur du Texas, John Bowden Connally, la gracie pour la condamnation relative à la marijuana, en 1968. Candy Barr déclare : « Je ne sais vraiment pas pourquoi, à moins qu'il n'ait étudié l'affaire et qu'il sache que c'était une injustice, que je sois victime ou non ».

## Retour et vie ultérieure
Candy Barr revient dans le circuit du striptease, au début de 1966, avec des apparitions au Largo Club de Los Angeles et au Bonanza Hotel de Las Vegas. Elle est également revenue au Colony Club de Dallas. Elle s'installe ensuite à Brownwood, au Texas, car son père est malade à Kerrville. Elle est arrêtée et accusée de possession de marijuana, en 1969 à Brownwood. Elle déclare plus tard : « Alors que mon père était en train de mourir, ils ont décidé de profiter de ma situation là-bas et m'ont arrêtée. Je savais que la marijuana n'était pas là, je n'en avais plus autour de moi depuis trois ans ». Le procureur du comté de Brown a fini par rejeter les poursuites engagées contre elle pour manque de preuves.
En 1972, 56 poèmes qu'elle a écrits en prison sont publiés sous le titre A Gentle Mind...Confused. En manque d'argent, elle accepte de poser nue, contre 5 000 $, dans le numéro de juin 1976, du magazine Oui (en). Elle accorde une interview à Playboy, peu de temps après. Au cours de cette période, elle a une liaison occasionnelle avec Hugh Hefner, qui a ensuite qualifié leur liaison, dans une interview de 1984, de « sorte de Roi et Reine du sexe... [elle]Il était formidable »,. Les droits cinématographiques de l'histoire des débuts de Barr sont achetés par le producteur Mardi Rustam (en), en 1982. En 1984, le Texas Monthly classe Candy Barr parmi les « Texans parfaits » de l'histoire, au même titre que d'autres Texans comme Lady Bird Johnson.
En mars 1988, il est annoncé que Ryan O'Neal dirigerait Farrah Fawcett dans un film biographique sur Candy Barr, basé sur un scénario de George Axelrod, qui a écrit la pièce de Broadway Will Success Spoil Rock Hunter ?. Cependant, le biopic n'a jamais été produit,.

## Dernières années et décès
En 1992, Candy Barr quitte Brownwood pour revenir à Edna. Elle se sera mariée et aura divorcée à quatre reprises. Vivant dans une retraite tranquille, avec ses animaux, dans sa maison de campagne, elle se contente de ne pas exploiter ni revivre son passé. Elle déclare qu'elle n'a jamais été intéressée d'exciter les hommes, elle voulait juste danser. En septembre 2001, elle déclare « Laissez le monde trouver quelqu'un d'autre à qui parler. J'aime être laissé seule »,. Le 30 décembre 2005, elle meurt, à l'âge de 70 ans, de complications dues à une pneumonie, dans un hôpital de Victoria, au Texas.

## Héritage
Gary Cartwright la décrit, en décembre 1976, comme « un point de repère » dans la libération sexuelle des hommes du Texas des années 1950. Elle est « un fruit défendu, un symbole de l'agonie de nos libidos bien bouchées ». Elle incarnait, écrit-il, « le conflit entre le sexe comme joie et le sexe comme danger. Le corps était parfait, mais c'est l'innocence du visage qui vous attirait ».
En 1984, selon Texas Monthly, « de toutes les mauvaises filles des petites villes », Candy Barr « était la plus mauvaise »,. En 1999, selon le magazine Playboy, elle est considérée comme l'une des femmes les plus désirables du XXe siècle.
Candy Barr fait partie des personnes intronisées au Hall of Fame du Exotic World Burlesque Museum, autrefois situé à Helendale, en Californie, et maintenant sur la rue principale à Las Vegas, dans le Nevada. Ses empreintes de lèvres font partie de l'exposition du musée.

## Filmographie
- 1964 : My Tale Is Hot (en)
- 1970 : A History of the Blue Movie (en) (comprenant des extraits de Smart Alec)
- 1971 : Changes
- 1998 : Playboy: The Story of X

### Articles
- (en) « Candy Barr Today », The New Hip Bachelor,‎ décembre 1973, p. 4-8.
- (en) F. Murray, « The Charmed Life of M. Cohen », Front Page Detective, vol. 30, no 3,‎ 1966, p. 44-45, 63.